# Oxylos (Sohn des Haimon)
Oxylos (altgriechisch Ὄξυλος Óxylos) ist in der griechischen Mythologie der Sohn von Haimon und König von Elis.
Er half den Herakliden dabei, die Peloponnes wieder unter ihre Herrschaft zu bekommen. Ein Orakel hatte diesen prophezeit, sie sollten nach einem dreiäugigen Heerführer Ausschau halten, da sie ohne diesen die Peloponnes nicht einnehmen könnten. Den gesuchten Heerführer fanden sie in Oxylos, der selbst ein Auge verloren hatte und ihnen auf seinem Pferde entgegengeritten kam, das zwei Augen hatte. Wie prophezeit half er den Herakliden bei der Eroberung und erhielt als Gegenleistung Elis von ihnen. Nach einer Version gilt er als der Begründer der  Olympischen Spiele.